# 飯田市
飯田市（日语：／ Iida shi */?）是位於日本中部地方長野縣南部的城市，地處長野縣最南端的伊那盆地中央，天龍川流經市內並往北流。當地在江戶時代是飯田藩的城下町，現今與下伊那郡統稱為飯伊地域，飯田市是其主要的中心都市，商圈範圍包含一部份的上伊那郡。

## 地理
飯田市西北方向是木曾山脈臨界的木曾郡為境，東北部與上伊那郡飯島町以及下伊那郡松川町等三個村莊銜接。西南方向與縣內五個村莊和靜岡縣的靜岡市、滨松市鄰接。地理環境有一部份屬於盆地地形與一部份的高原地形。
附近地區自古就是以工商業為中心的繁華地區，天龍川河畔主要為水田，有小部份丘陵地帶也有許多田地和果園，山林間也有部份超過2,000m以上的高山。
山：聖岳、光岳、金森山、雞冠山、熊伏山、神之峰、卯月山、摺古木山、安平路山
河川：天龍川、松川、阿知川、遠山川、上村川
湖沼：澤城湖

### 鄰近自治體
- 長野縣
  - 上伊那郡：飯島町
  - 下伊那郡：松川町、高森町、阿智村、下條村、泰阜村、天龍村、喬木村、豐丘村、大鹿村
  - 木曾郡：南木曾町、大桑村
- 靜岡縣
  - 靜岡市：葵區
  - 滨松市
  - 榛原郡：川根本町

## 交通
境內有東海旅客鐵道的飯田線通過。正在興建的中央新幹線預計未來在市內的上鄉飯沼地區建立長野縣站(暫稱)。

### 鐵道
- 飯田線 :  元善光寺站 - 伊那上鄉站 - 櫻町站 - 飯田站 - 切石站 - 鼎站 - 下山村站 - 伊那八幡站 - 毛賀站 - 駄科站 - 時又站 - 川路站 - 天龍峽站 - 千代站 - 金野站

### 高速公路
- 中央自動車道
- 三遠南信自動車道

## 友好城市
- 日本岡山縣津山市 （1969年）
- 法國阿登省沙勒维尔-梅济耶尔 （1988年）

## 外部連結
- （日語）飯田市役所
- （日語）http://www.iidacci.or.jp/ （页面存档备份，存于）